# 2020年のオーストラリア
2020年のオーストラリア （2020ねんのオーストラリア）では、2020年のオーストラリアに関する出来事について記述する。

## 国王等
- 国王（イギリス国王が兼位。）
  - 第6代: エリザベス2世 （1952年2月6日 - ）
- 総督
  - 第27代: David Hurley （2019年7月1日 - ）
- 首相
  - 第31代: スコット・モリソン （オーストラリア自由党、第2次内閣：2019年5月29日 - ）
- 高等裁判所長官
  - 第13代: Susan Kiefel （2017年1月30日 - ）

## できごと

### 1月
- 1月3日 - ニューサウスウェールズ州、森林火災について非常事態を宣言[1]。オーストラリアでは、2019年から異常な乾燥と熱波による大規模な森林火災の被害が広がっていた（詳細は「オーストラリア森林火災 (2019年-2020年)」参照）。